# Sergei Ivanov (cầu thủ bóng đá, sinh 1997)
Bản mẫu:Eastern Slavic name
Sergei Alekseyevich Ivanov (tiếng Nga: Сергей Алексеевич Иванов; sinh ngày 7 tháng 1 năm 1997) là một cầu thủ bóng đá người Nga thi đấu cho F.K. Zenit-2 Sankt Peterburg.

## Sự nghiệp câu lạc bộ
Anh có màn ra mắt tại Giải bóng đá chuyên nghiệp quốc gia Nga cho F.K. Zenit-2 St. Petersburg vào ngày 17 tháng 4 năm 2015 trong trận đấu với F.K. Volga Tver.
Ngày 5 tháng 9 năm 2016, anh gia nhập FC VSS Košice theo dạng cho mượn.